# Guijuelo (comarca)

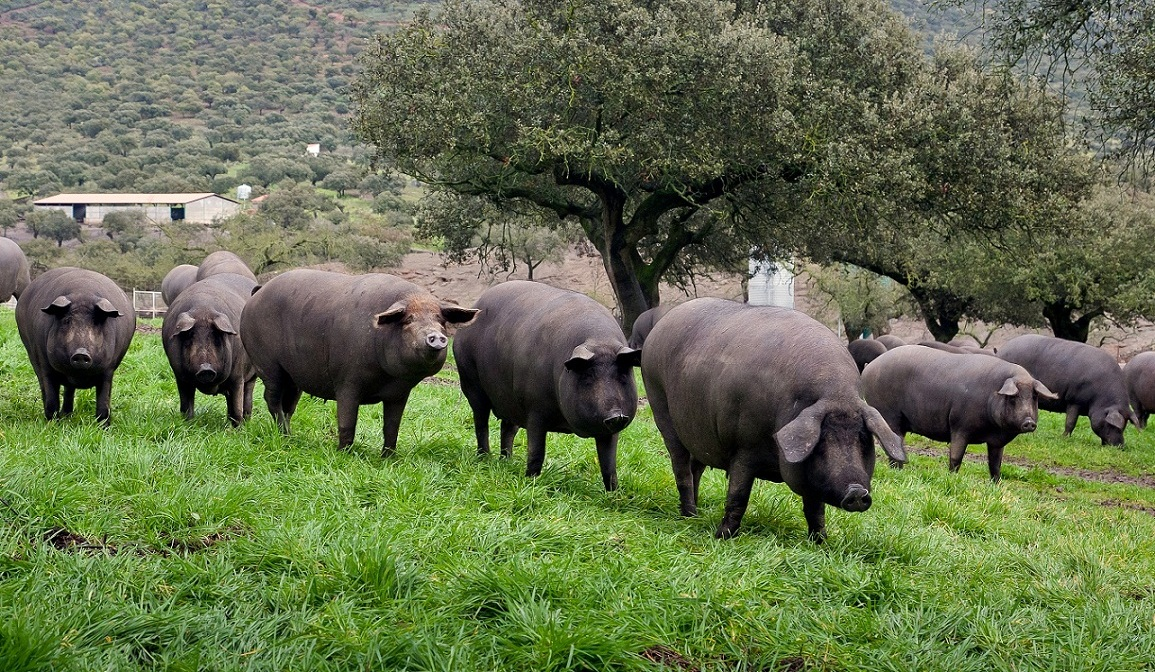
Montado de porcos em Guijuelo.

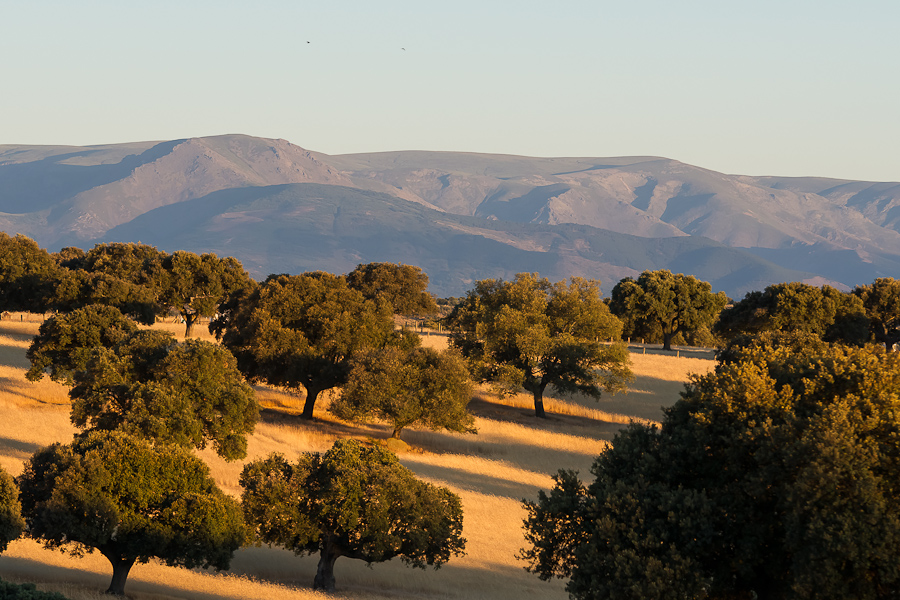
A paisagem característica da comarca.

A comarca de Guijuelo situa-se a sudeste da província de Salamanca, na comunidade autónoma de Castela e Leão, Espanha. Os seus limites não se correspondem com uma divisão administrativa. Compõe-se das subcomarcas de Entresierras, Salvatierra e Alto Tormes.

## Geografia
A comarca de Guijuelo compreende 702,32 km² que localizam-se no setor sudeste da província de Salamanca, numa zona que caracteriza-se paisajísticamente pelo passo da serranía à penillanura. Daí o nome de uma de as suas subcomarcas, Entresierras.

### Demarcação
Compreende os concelhos das subcomarcas de Entresierras, Salvatierra e Alto Tormes. Fazem um total de 23.
- Entresierras está formada por 8 concelhos que a sua vez subdividen-se nas subcomarcas de Las Bardas e o Alto Alagón: Casafranca, Endrinal, Frades de la Sierra, Herguijuela del Campo, La Sierpe, Los Santos, Membribe de la Sierra e Monleón.[1][2]

- Salvatierra compreende 8 concelhos: Aldeavieja, Berrocal, Fuenterroble, Guijuelo, Montejo, Pedrosillo, Pizarral e Salvatierra de Tormes.[3][4]

- O Alto Tormes conta com 7 concelhos: Cespedosa, Gallegos, Navamorales, Puente del Congosto, El Tejado, Guijo de Ávila e La Tala.[1]